# Prvenstvo Ljubljanskog nogometnog podsaveza 1939./40.
Prvenstvo Ljubljanskog podsaveza za sezonu 1939./40. bilo je dvadeset i prvo nogometno natjecanje u organizaciji Ljubljanskog nogometnog podsaveza (od studenog Slovenski nogometni savez).
U sljedećoj sezoni najviša liga u Sloveniji bila je Slovenska nogometna liga, dok je Ljubljanska podsavezna nogometna liga bila drugi rang.

## Novosti
Sezona 1939./40. donijela je velike promjene u jugoslavenski nogomet. Zemlja je bila na rubu rata, ekonomska situacija je bila loša, a unutarnje nacionalne napetosti sve veće. To se odrazilo i na stvaranje Banovine Hrvatskog u kolovozu 1939., a usporedno s tim događala su se slična zbivanja i na području sporta. Hrvatski klubovi izašli su iz JNS-a i osnovali Hrvatski nogometni savez, a u listopadu je u Beogradu osnovan Vrhovni nogometni savez Jugoslavije, koji je trebao ujediniti srpsku, hrvatsku i slovensku podjedinicu, te tako izolirati slovenske klubove i prisiliti ih da organiziraju vlastiti nogometni savez. Trebalo je proći neko vrijeme i 19. studenog ukinut je Ljubljanski nogometni podsavez, a osnovan je Slovenski nogometni savez koji je preuzeo njegovu imovinu i dugove. Unutar njega formirani su novi podsavezi, Mariborski, Celjski i Ljubljanski. Potonji su činili Adrija, Bratstvo, Disk, Grafika, Hermes, Jadran, Javornik, Kamnik, Kandija, Korotan, Kovinar, Kranj, Litija, Ljubelj, SK Ljubljana, Mars, Mengeš, Mladika, Moste, Reka, Savica, Slavija, Svoboda, Vič, Virtus i Vrhnika, a kasnije su mu se pridružili klubovi iz Trbovlja.

U međuvremenu je nastavljeno prvenstveno natjecanje po starom sustavu, najbolji klubovi su se natjecali u tri skupine, a osam najboljih plasiralo se u završnicu prvenstva. U ljubljanskoj skupini prva dva mjesta zauzeli su gorenjski klubovi, a od ljubljanskih predstavnika najbolje se pokazao Mars koji je s jakom momčadi u kojoj je bilo puno poznatih starijih igrača stigao do trećeg mjesta. Marsovci, koji su iza sebe ostavili razvikanije ljubljanske klubove poput Hermesa i Jadrana, tako su prvi put nastupili u finalu u kojem su u prvom kolu dočekali čakovački ČŠK koji ih je bez većih poteškoća eliminirao ukupnim rezultatom 9:4. No, u Poljani su bili i više nego zadovoljni postignutim, jer se momčad u sastavu Pavlica, Gvardjančič, Prijatelj, Humer, Sočan, Pišek, Piskar, Perko, Žigon, Hassl i Doberlet plasirala u jedinstvenu slovensku ligu za iduću sezonu. Osim njih, u njoj je mjesto našao i Amater iz Trbovlja, koji je na krilima Franca Kosa sigurno dobio celjsku skupinu, ali ga je potom u završnom dijelu eliminirao Kranj.

U međuvremenu je SK Ljubljana s hrvatskim klubovima igrala u novoj Hrvatsko-slovenskoj ligi, koja je zapravo bila hrvatska liga u kojoj je spomenuti ljubljanski klub igrao u gostima. Zeleno-bijeli su s znatno pomlađenim sastavom zauzeli posljednje mjesto, a ponovno su se brinuli uglavnom o egzistencijalnim problemima jer je financijska situacija bila još gora nego godinu prije.

## Grupne lige

### Ljubljana
| mj. | klub              | ut. | pob. | ner. | por. | gol+ | gol- | bod |
| --- | ----------------- | --- | ---- | ---- | ---- | ---- | ---- | --- |
| 1.  | Kranj             | 14  | 10   | 3    | 1    | 44   | 20   | 23  |
| 2.  | Bratstvo Jesenice | 14  | 9    | 2    | 3    | 46   | 25   | 20  |
| 3.  | Mars Ljubljana    | 14  | 9    | 1    | 4    | 36   | 34   | 19  |
| 4.  | Hermes Ljubljana  | 14  | 7    | 3    | 4    | 42   | 24   | 17  |
| 5.  | Jadran Ljubljana  | 14  | 4    | 4    | 6    | 27   | 30   | 12  |
| 6.  | Svoboda Vič       | 14  | 3    | 2    | 9    | 21   | 48   | 8   |
| 7.  | Reka Vič          | 14  | 2    | 3    | 9    | 19   | 38   | 7   |
| 8.  | Disk Domžale      | 14  | 2    | 2    | 10   | 31   | 47   | 6   |

- Kranj, Bratstvo Jesenice i Mars Ljubljana i Kranj idu u završnicu prvenstva

### Celje
| mj. | klub            | ut. | pob. | ner. | por. | gol+ | gol- | bod |
| --- | --------------- | --- | ---- | ---- | ---- | ---- | ---- | --- |
| 1.  | Amater Trbovlje | 8   | 5    | 3    | 0    | 24   | 9    | 13  |
| 2.  | Olimp Celje     | 8   | 5    | 2    | 1    | 24   | 11   | 12  |
| 3.  | SK Celje        | 8   | 4    | 1    | 3    | 21   | 16   | 9   |
| 4.  | Hrastnik        | 8   | 2    | 1    | 5    | 14   | 17   | 5   |
| 5.  | Athletik Celje  | 8   | 0    | 1    | 7    | 9    | 39   | 1   |

- Amater Trbovlje i Olimp Celje idu u završnicu prvenstva

### Maribor
| mj. | klub               | ut. | pob. | ner. | por. | gol+ | gol- | bod |
| --- | ------------------ | --- | ---- | ---- | ---- | ---- | ---- | --- |
| 1.  | ČŠK Čakovec        | 10  | 8    | 0    | 2    | 31   | 17   | 16  |
| 2.  | Železničar Maribor | 10  | 7    | 1    | 2    | 23   | 8    | 15  |
| 3.  | 1. SSK Maribor     | 10  | 5    | 0    | 5    | 19   | 17   | 10  |
| 4.  | Mura M. Sobota     | 10  | 3    | 1    | 6    | 17   | 23   | 7   |
| 5.  | Rapid Maribor      | 10  | 3    | 0    | 7    | 15   | 22   | 6   |
| 6.  | Građanski Čakovec  | 10  | 2    | 2    | 6    | 13   | 31   | 6   |

- ČŠK Čakovec, Železničar Maribor i 1. SSK Maribor idu u završnicu prvenstva

## Završnica prvenstva
| Prva momčad        | Ukupno          | Druga momčad       | 1. utakmica  | 2. utakmica  | 3. utakmica  |
| Četvrtzavršnica    | Četvrtzavršnica | Četvrtzavršnica    | 26. 5. 1940. | 2. 6. 1940.  |              |
| ------------------ | --------------- | ------------------ | ------------ | ------------ | ------------ |
| Amater Trbovlje    | 2:6             | Kranj              | 2:2          | 0:4          |              |
| Železničar Maribor | 6:4             | Bratstvo Jesenice  | 6:1          | 0:3          |              |
| Olimp Celje        | 1:6             | 1. SSK Maribor     | 0:3          | 1:3          |              |
| ČŠK Čakovec        | 9:4             | Mars Ljubljana     | 4:2          | 5:2          |              |
| Poluzavršnica      | Poluzavršnica   | Poluzavršnica      | 9. 6. 1940.  | 16. 6. 1940. |              |
| Kranj              | 3:7             | Železničar Maribor | 2:3          | 1:4          |              |
| 1. SSK Maribor     | 6:4             | ČŠK Čakovec        | 4:2          | 2:2          |              |
| Završnica          | Završnica       | Završnica          | 23. 6. 1940. | 30. 6. 1940. | 16. 7. 1940. |
| 1. SSK Maribor     | 3:5             | Železničar Maribor | 1:2          | 2:1          | 0:2          |
| Izvori:            |                 |                    |              |              |              |

- Železničar Maribor postao je prvak podsaveza

## Poveznice
- Ljubljanski nogometni podsavez
- Prvenstvo Jugoslavije u nogometu 1939./40.
- Hrvatsko-slovenska liga 1939./40.

## Vanjske poveznice
- Milorad Sijić, Fudbal u Kraljevini Jugoslavije (drugo dopunjeno izdanje)
- Zgodovina nogometa v Kraljevini SHS/Jugoslaviji in v času okupacije
- Zbornik Medobčinske nogometne zveze Ljubljana 1920–2020
- RSSSF
- exYUfudbal